# Расс Кун
Расс Джозеф Кун (8 вересня 1975 , Ubenide Constituencyd ) — науруанський державний і політичний діяч. 
Президент Науру 29 вересня 2022 — 30 жовтня 2023 рр. 

## Біографія
Расс Джозеф Кун народився 8 вересня 1975 року в окрузі Уабо
. 
До приходу до парламенту він працював у міністерстві торгівлі, промисловості та навколишнього середовища Науру 
.
У 2013 році був обраний до парламенту Науру як один із чотирьох членів від виборчого округу Убеніде. 
Переобрався до парламенту у 2016, 2019 та 2022 роках. В останньому уряді Лайонели Енгімеа Расс Кун був заступником міністра фінансів, портів Науру, туризму, національної спадщини та музеїв 
.
Кун є членом Всесвітньої організації парламентаріїв проти корупції (ГОПАК). 
Після відвідування семінару ГОПАК він очолив роботу щодо розробки етичного кодексу для парламенту Науру. 
З цією метою Рас Кун був головою парламентського постійного комітету з Кодексу лідерства 
.
На першому засіданні парламенту після виборів 2022 року Кун був єдиним кандидатом на посаду президента Науру 
. 
29 вересня був приведений до присяги разом зі своїм кабінетом 
.